# Хлендовская, Стефания
Стефания Хлендовская (18 апреля 1850, Длутово — 7 марта 1884, Ментона) — польская писательница.
Происходила из польской дворянской семьи, жившей на российских польских территориях, родилась в семейном имении Длутово под городом Млавой, её отцом был Константин Табецкий. Получила домашнее образование, затем путешествовала по Европе, некоторое время жила в Бреслау и Дрездене. В 1873 году вышла замуж за историка Казимира Хлендовского, переехав с ним в Лемберг (ныне Львов), в Австро-Венгрию. С юности страдала от болезни лёгких, из-за чего часто была вынуждена выезжать на лечение за границу. С 1881 года жила вместе с мужем в Вене. Скончалась в возрасте неполных 34 лет во Франции, во время очередного курса лечения.
Написала ряд новелл, эссе, темой значительной части из которых была борьба женщин за равноправие и право на образование, а также статьи о различных видах искусства. Наиболее известные произведения её авторства — «Сусанна среди старцев» и «Из истории негероев». Согласно ЭСБЕ, «впечатлительность натуры Хлендовской, доходящая до болезненности, отражается в её новеллах, которые не лишены, однако, художественных черт». Её сочинения были изданы во Львове в 1885 году.